# 赵旭日
赵旭日（1985年12月3日—），中国足球运动员，出生于大连。
他年少成名，2005年代表中国出战2005年世青赛，后成为中国国家足球队主力中场，他的远射能力出色，兼具良好的拦截能力，有“赵一脚”的美称。

## 职业生涯
赵旭日受父亲影响走上了足球运动员道路。他从小就展现出了足球天赋，小学六年级时被大连市第七十六中学体育特招，同时也被大连毅腾足球俱乐部发现，开始接受专业足球训练。2000年，赵旭日被李锡财选到大连实德三队，并入选国少队。
2003年，年仅18岁的赵旭日跟随徐弘加盟四川冠城，在徐弘指导下，赵旭日初露锋芒。同年赵旭日入选国家队，在东亚足球锦标赛中国与香港的比赛中，赵旭日第一次代表国家队首发出场，并且用一粒进球刷新了国足最年轻进球队员的纪录。
2005年在成为大连实德队中的绝对主力。大连队在当年夺得中超联赛和足协杯的双冠王。同年在荷兰进行的世界青年足球锦标赛中，中国队与土耳其队在小组赛中狭路相逢。当比赛进入到伤停补时阶段，赵旭日距离球门30米开外的那脚凌空射门势大力沉直窜球门死角，皮球如出膛的炮弹直飞网窝。正是凭借赵旭日的进球，中国队2-1绝杀土耳其，赵旭日一球成名，球迷亲切地称他为“赵一脚”。
2010年，赵旭日转会到陝西滻灞，是球队一举购入的四名国脚级球员之一。
2011年12月26日，赵旭日和荣昊、李建滨、彭欣力一起转会加盟中超卫冕冠军广州恒大。
2016年1月21日，赵旭日从广州恒大淘宝正式转会天津权健参加中甲联赛，转会费超7000万元人民币。他在队中仍然是主力球员，帮助天津权健成功冲超。
2019年2月，赵旭日重回大连，转会大连一方。2022年4月，他转会至四川九牛，一年后加盟广西平果哈嘹。